# 100 North Tampa
100 North Tampa – wieżowiec w Tampa, w stanie Floryda, w Stanach Zjednoczonych, o wysokości 176 m. Budynek został otwarty w 1992 i posiada 42 kondygnacje.